# Amigovios
Amigovios é uma telenovela argentina produzida pela Pol-ka Producciones e exibido pelo Canal 13 entre 9 de janeiro de 1995 e 12 de dezembro de 1995.

## Elenco
- Diana Lamas - Eugenia
- Fabián Mazzei - Javier
- Alejandra Gavilanes - Karina
- Silvina Bosco - Sofía
- Nelly Fontán - Chela
- Liz Balut - Mabel
- Mauricio Dayub - Juan
- Andy Botana - Willy
- Héctor Malamud - Salomone
- Alfonsina Nieto - Azul